# Gustave Ador

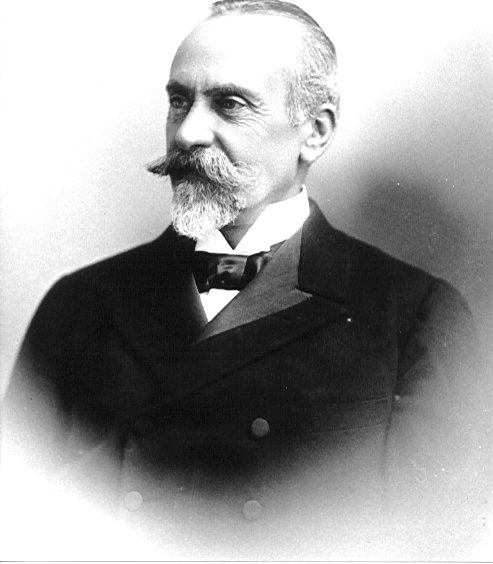
Gustave Ador

Gustave Ador (* 23. Dezember 1845 in Cologny bei Genf; † 31. März 1928 in Genf; heimatberechtigt in Genf und Vuitebœuf, Kanton Waadt) war ein Schweizer Politiker (LPS). 
Während nahezu vier Jahrzehnten war er Mitglied des Genfer Kantonsparlaments, 13 Jahre lang Mitglied der Genfer Kantonsregierung. Auf nationaler Ebene vertrat er seinen Kanton sowohl im Nationalrat als auch im Ständerat. Aufgrund einer politischen Krisensituation während des Ersten Weltkriegs (Grimm-Hoffmann-Affäre) wurde er im Juni 1917 in den Bundesrat gewählt. Während seiner bis Ende 1919 dauernden nationalen Regierungstätigkeit war Ador zu grossen Teilen dafür verantwortlich, dass Genf Hauptsitz des Völkerbundes wurde. Internationale Bekanntheit erlangte er insbesondere als Präsident des Internationalen Komitees vom Roten Kreuz (IKRK), das er von 1910 bis zu seinem Tod leitete.

## Biografie

### Familie und Ausbildung
Gustave Ador wurde im Dezember 1845 in ein gutbürgerliches Haus geboren. Er war der Sohn von Louis Ador, dem Direktor der Handelsbank Paccard, Ador & Cie., und von Constance Paccard. Nach dem Gymnasium studierte er Philologie und Rechtswissenschaft an der Genfer Akademie. Im Jahr 1868 schloss er im Alter von 23 Jahren mit dem Lizentiat der Rechte (lic. iur.) ab und besass damit die Befähigung zur Tätigkeit als Rechtsanwalt. Nach Auslandsaufenthalten in Frankreich und Deutschland war er ab 1872 Partner der Anwaltskanzlei Cramer. Im selben Jahr heiratete er Alice Perdonnet, die Enkelin des Politikers Vincent Perdonnet. Gemeinsam hatten sie fünf Töchter und einen Sohn; seine Tochter Yvonne Helene war die Mutter des Geistlichen Raynald Martin. Da der Sohn keine Kinder hatte, trug keines seiner 34 Enkelkinder Adors Namen; seine Ehefrau verstarb 1908.

### Kantonale und nationale Politik

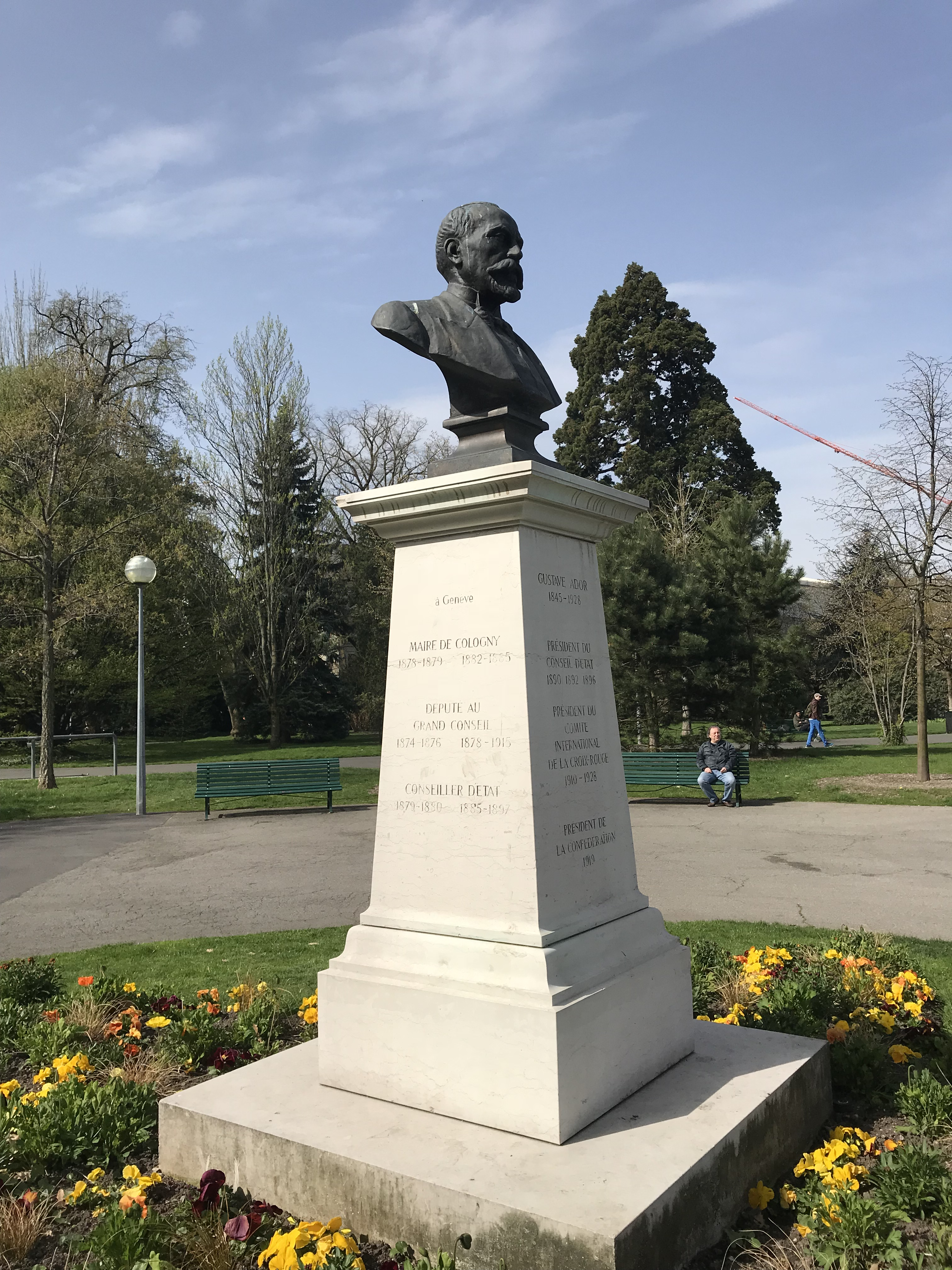
Büste in Genf

1874 wurde Ador als Kandidat der liberal-konservativen Rechten, der späteren Liberalen Partei der Schweiz (LPS), in den Grossen Rat des Kantons Genf gewählt. Seinen Sitz verlor er zwar 1876 wieder, errang diesen aber 1878 zurück und behielt ihn bis 1915. In den Jahren 1879/80 war er für kurze Zeit Mitglied im Staatsrat, der Genfer Kantonsregierung. 1885 gelang ihm die Rückkehr in den Staatsrat, dem er schliesslich bis 1897 angehörte. Als Departementsvorsteher war Ador für die Finanzen verantwortlich. Er galt als profunder Kenner der Materie und setzte eine sparsame Haushaltspolitik durch, wenngleich diese nicht unumstritten war. Unter seinem Einfluss führte Genf 1892 als erster Kanton das Proporzwahlsystem ein.
Auch die nationale Politik prägte Ador nachhaltig. Ab 1878 war er Mitglied des Ständerates, verlor aber sein Mandat nach nur zwei Jahren wieder (damals war noch das Kantonsparlament das Wahlgremium). 1889 gelang ihm die Wahl in den Nationalrat, den er 1901 präsidierte. Seine Tätigkeit im Nationalrat musste er 1902 wegen der «Affäre Ador» für einige Monate unterbrechen. Als Kommissar der Schweiz an der Weltausstellung 1900 in Paris war ihm das Band eines Grossoffiziers der französischen Ehrenlegion verliehen worden. Nach Ansicht des Bundesrates verstiess er damit gegen Artikel 12 der Bundesverfassung, der Parlamentsabgeordneten die Annahme ausländischer Auszeichnungen verbietet. Ador weigerte sich, die Auszeichnung zurückzugeben und trat zurück. Ihm gelang aber im selben Jahr die Wiederwahl, worauf er dem Nationalrat bis 1917 angehörte. Er machte sich einen Namen als leidenschaftlicher Verfechter des Liberalismus, während er den Etatismus und den Sozialismus ablehnte.
Mehrmals war Ador nahegelegt worden, für den Bundesrat zu kandidieren. Da er einer kleinen Parlamentsfraktion angehörte, waren seine Wahlchancen jedoch gering. Sowohl 1892 als auch 1899 und 1913 lehnte er eine Kandidatur ab; sein dritter Verzicht hatte zur Folge, dass die Romandie fast vier Jahre lang nur einen Vertreter in der Regierung hatte. Bundesrat Arthur Hoffmann trat am 19. Juni 1917 als Folge der Grimm-Hoffmann-Affäre mit sofortiger Wirkung zurück. Er hatte zusammen mit Nationalrat Robert Grimm versucht, einen Separatfrieden an der Ostfront auszuhandeln, was die Entente-Mächte als Bruch der schweizerischen Neutralität empfanden. Noch am selben Tag schrieb die Neue Zürcher Zeitung, nur eine Persönlichkeit wie Ador sei in der Lage, das Vertrauen in die Schweizer Regierung wiederherzustellen. Im Alter von 72 Jahren wurde er am 26. Juni 1917 von der vereinigten Bundesversammlung zum Bundesrat gewählt, wobei er im ersten Wahlgang 168 von 192 gültigen Stimmen erhielt; 14 Stimmen entfielen auf Hoffmann, zehn Stimmen auf weitere Personen.

### Bundesrat
Für den Rest des Jahres 1917 erhielt Ador das Politische Departement zugeteilt, was er zur Bedingung für seine Wahl gemacht hatte. Ausserdem wurde die Handelsabteilung, die vorher zum Aufgabenbereich der Aussenminister gehört hatte, auf Wunsch von Edmund Schulthess dem Volkswirtschaftsdepartement zugeteilt. Ador entwickelte vielfältige diplomatische Aktivitäten. So unterstützte er die von Woodrow Wilson formulierte Idee des Völkerbundes entgegen Schweizer Neutralitätstraditionen nach Kräften. Auch nachdem er zu Beginn des Jahres 1918 die Leitung des Departements des Innern übernommen hatte, setzte er sich weiterhin für die Idee des Völkerbunds ein. Angesichts des Landesstreiks im November 1918 sprach er sich für einen vollständigen Bruch mit dem Bolschewismus aus. Er befürwortete jedoch einzelne Forderungen des Oltener Aktionskomitees wie z. B. die Einführung einer staatlichen Rentenversicherung (1948 in Form der AHV verwirklicht).
Im Januar 1919 übernahm Ador zusätzlich das Amt des Bundespräsidenten. In dieser Funktion reiste er zweimal nach Paris, um an der Friedenskonferenz mit den Staats- und Regierungschefs der Entente zusammenzutreffen. Damals war es für einen Bundespräsidenten unüblich, ausländischen Boden zu betreten. Während seiner ersten Mission traf er sich mit Wilson, David Lloyd George, Georges Clemenceau und Edward Mandell House. Dank seines Engagements wurde Genf Hauptsitz des Völkerbundes. Er erreichte darüber hinaus die Anerkennung des besonderen Neutralitätsstatus der Schweiz und daraus resultierend den Beitritt der Schweiz zum Völkerbund. Im Sommer 1919 kündigte Ador seinen bevorstehenden Rücktritt an und begründete dies damit, er sei zu müde und zu alt, um sich der Wiederwahl zu stellen. Am 31. Dezember 1919 trat er zurück; er war der einzige Politiker der Liberalen Partei, der jemals dem Bundesrat angehörte.

### Internationales Wirken

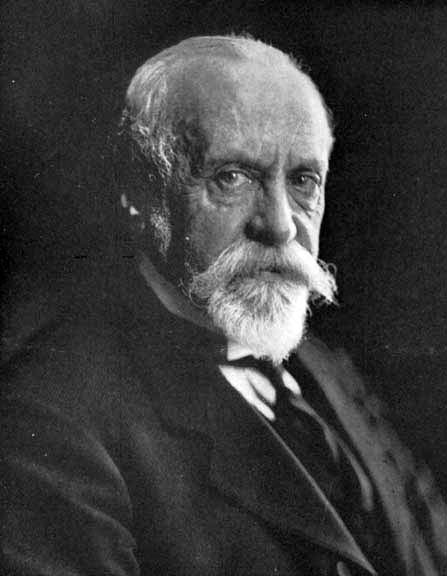
Gustave Ador

Bereits 1870 war Ador vom Internationalen Komitee vom Roten Kreuz als Mitglied kooptiert worden. 1910 trat er die Nachfolge seines Onkels und IKRK-Mitgründers Gustave Moynier an und wurde der dritte Präsident in der Geschichte des Komitees. Dieses Amt hatte er bis zu seinem Tod 1928 inne. Ador war damit insgesamt 58 Jahre Mitglied des IKRK, davon 18 Jahre als dessen Präsident. In seine Amtszeit fiel unter anderem der Erste Weltkrieg, der das IKRK vor grosse Herausforderungen stellte. Aufgrund seiner Initiative wurde am 15. Oktober 1914, unmittelbar nach Kriegsbeginn, die Internationale Zentralstelle für Kriegsgefangene geschaffen. Die Aktivitäten des IKRK während des Krieges führten zu einer deutlichen Aufwertung des Ansehens des Komitees sowie zu einer Ausweitung seiner Autorität und Kompetenzen gegenüber der Staatengemeinschaft. Im Jahr 1917 erhielt das IKRK den einzigen Friedensnobelpreis, der während der Kriegsjahre von 1914 bis 1918 vergeben wurde.
Während der Amtszeit von Ador kam es des Weiteren im Jahr 1919 zur Gründung der Liga der Rotkreuz-Gesellschaften als Dachorganisation der nationalen Rotkreuz-Gesellschaften. Dies führte in den Folgejahren zu Kompetenzstreitigkeiten zwischen dem IKRK und der Liga hinsichtlich der Organisation der Rotkreuz-Bewegung sowie der Aufgabenverteilung zwischen den beiden internationalen Rotkreuz-Organisationen. Es gelang Ador dabei, die besondere Stellung des IKRK und dessen Führungsanspruch innerhalb der Bewegung durchzusetzen und zu festigen. Ebenfalls während seiner Präsidentschaft entschied das IKRK 1923, die Möglichkeit der Mitgliedschaft auf alle Schweizer Staatsangehörige auszuweiten und damit die vorherige Beschränkung auf Genfer Bürger aufzugeben. Darüber hinaus wurde 1925 das Genfer Protokoll «über das Verbot der Verwendung von erstickenden, giftigen oder ähnlichen Gasen sowie von bakteriologischen Mitteln im Kriege» angenommen.
Nach seinem Rücktritt als Bundesrat übte Ador im Auftrag des Völkerbundes noch diverse Mandate aus. Er leitete die internationale Finanzkonferenz in Brüssel und war von 1920 bis 1925 Schweizer Delegierter im Völkerbundsrat.

## Bewertung
Gustave Ador war unter aussergewöhnlichen Umständen gewählt worden, in erster Linie aufgrund seines Einflusses als Präsident des IKRK und nicht als Vertreter einer kulturellen oder politischen Minderheit. Als einer von wenigen Schweizer Bundesräten erlangte er internationale Bedeutung. Sein herausragender Ruf war der Schweiz nach dem Ersten Weltkrieg von grossem Nutzen. Ihm waren jedoch auch – als Politiker eines neutralen Landes – Sympathien und Parteinahme für die Ententemächte vorgeworfen worden.